# Божурово (Добричская область)
Божурово (болг. Божурово) — село в Болгарии. Находится в Добричской области, входит в общину Добричка. Население составляет 970 человек.

## Политическая ситуация
В местном кметстве Божурово, в состав которого входит Божурово, должность кмета (старосты) исполняет Мюзефер Алис Асан (Движение за права и свободы (ДПС)) по результатам выборов.
Кмет (мэр) общины Добричка —   Петко Йорданов Петков (Болгарская социалистическая партия) по результатам выборов.